# Pendulum (muzička grupa)

Pendulum je Australijski bubanj i bas i elektronski rok bend koji je osnovan 2002. godine. Pendulum je originalno formiran u gradu Pert, Zapanda Australija, od strane Roba Svare, Garet Makgrilena i 
Pola "El Hornet" Hardinga. Bend se kasnije proširio kada su u bend došli, Ben Mun, Peredur ap Gvined i KJ Savka. Članovi benda Svare i Makgrilen su formirali poseban elektro house duo pod nazivom Knife Party. Grupa je značajna po svom karakterističnom zvuku, mešajući elekronsku muziku sa hard rokom i pokrivajući širok domet žanrova.
U 2003. godini, Svare, Makgrilen i Harding su se preselili u Veliku Britaniju. Prvi nastup studio albuma, Hold Your Colour, je objavljen 2005. godine i dobio je pozitivni kritički prijem. Dok je Hold Your Colour uglavnom spadao u bubanj i bas muzički žanr, naredni albumi In Silico i Immersion su videli eksperimentisanje sa drugim žanrovima kao što je industrijski rok i elektronski rok.
U Avgustu 2013. godine, Svare je najavio da novi album će možda biti izbačen u 2014. godini , iako su Svare i Makgrilen kasnije priznali na svom Redit AMA (Ask Me Anything) da su postali razočarani sa Pendulum-om i da su izgubili volju u sadašnjosti da nastave da proizvode bilo kakav novi materijal. Uprkos tome, na dvadeseti Maj 2016. godine, Pendulum se ponovo ujedinio da bi izvodili na Ultra Music Festival u Mijamiju, Floridi, označavajući njihov oficialni povratak kao živo izvođenje. Ubrzo nakon toga, Svare je putem Tviter-a, rekao da će napraviti novi Pendulum album, a kasnije je razjasnio da će remiks album, The Reworks, doći prvi, nakon čega slede novi materijali..

## Istorija

### 2002-2007: Osnivanje i
Pre Pendulum-a, Rob Svare i Garet Makgrilen su bili u više rok i metal muzićkih bendova pre nego što je Svare nagovorio Makgrilena da počne da pravi elektronsku muziku na njihovim kompjuterima. Harding je bubnjar u pank bendu još od sredine 1990-ih. I jedan i drugi njihov bend su radili zajedno na istim šou programima ali se nisu sreli do jedne noći 2002. godine. Svi oni su imali strast ka elektronskoj muzici i tako su osnovali Pendulum, inkorporijajući njihove prethodne uticaje na rok i metal muzici od njihovih prethodnih projekata.
Pendulum je počeo svoju karijeru u Pertu, Zapadnoj Australiji kao trio DJ-eva, Harding je bio aktivan u Pertu u bubanj i bas sceni neko vreme, radeći kao DJ pod nadimkom "El Hornet". Svare i Makgrilen su radili na žurkama njihovih prijatelja kao DJ-evi i radeći sa svojih kompjutera. Inicijalno Svare i Makgrilen su ćeleli da započnu ploču sa oznakom benda na kojoj bi izbacivali pesme. Jedne večeri su trebali da sviraju DJ set na The Perth Producers noć kod The Drumclub , ali se Svaretu posvario hard disk. Harding je ponudio da on svira njihovu muziku mesto njih što je bilo dobro primljeno. Oni su seli svaki nasuprot drugom i odlučili da počnu da proizvode muziku zajedno pod imenom .
Prva traka koju je trio proizveo je "Vault" , koji će kasnije biti objavljen 2003. godine na 31 Records nakon čega je dobio velike pohvale među ljubiteljima bubanj i bas scene u Velikoj Britaniji. U tom momentu oni su stanovali u Pertu, ali su se osećali izolovanim od bubanj i bas zajednice. Jednom kada je njihov kolega DJ Freš ponudio besplatan smeštaj u njegovom stanu u Londonu na osam meseci, oni su odlučili da se presele u Englesku.
Bend je takođe snimio i objavio "Spiral/Ulterior Motive" iste godine, i u 2004. napravili svoje prvo izgled pojavljivanje kompilacije na "Jungle Sound: The Baseline Strikes Back!", sa nekoliko pesama istaknutih i Hardinga nadležnim nad miksovanjem drugog diska albuma. Bend je dobio ponude vezano za album od strane "Breakbeat Kaos"-a, Frešove izdavačke kuće, koja je rezultirala u njigov prvi nastuo albuma Hold Your Colour u 2005. godini. Album je unet u tabele i u Velikoj Britaniji kao i Australiji i bio je potvrđen kao 'zlatni' album u Australiji.
Prateći njihov uspeh u 2005. nakon prvog nastupa albuma, njihova izdavačka kuća Breakfast Kaos, je ponovo izdao kompilaciju pod imenom Jungle Sound Gold, gde je na prednjoj strani pisalo "miksovano od strane Pendulum-a". Bend se protivio ovome jer nisu ni odobrili ovo a nisu ni bili informisani o tome da je album objavljen, I Pendulum je kasnije napustio tu izdavačku kuću.

### 2007-2009:i
Pendulum-ov drugi album, In Silico, je objavljen 12. Maja 2008. Ovo izdanje je sadržalo drugačije zvukove u odnosu na njihov debi album, tako što je sadržao više rok elemenata dok je i dalje održavao njihove elektronske elemente. Odgovor na ovu promenu je bio uglavnom pozitivan od strane kritika, ali je bilo rečeno da je datiran od strane . Album je bio relativno uspešan tako što je bio 2 na tabeli na UK Albums Chart i na 9. mestu na . Album je dostigao 16. mesto na Billboard's Top Elektronic Albums tabeli u Sjedinenim Američkim Državama. Nakon objave albuma, Pol Kodiš, je napustio bend zbog nepoznatih razloga čineći ga zvaničnim bivšim članom benda. U Novembru 2008. godine, tri pesme iz albuma In Silico su bile korišćenje u igrici . Pesma "Tarantula" je bila istaknuta u video igrici .
Na kraju godine bend je snimao DVD uživo 4. i 5. Decembra 2008, u Brixton Academy. Ovo je bilo objavljeno na 17. April 2009.

### 2009-2011:
je još jednom išao na turneju u Evropi. U toku ove turneje su objavili da rade na svom trećem studio albumu, Immersion. Bio je objavljen na Decembar 2009. godine da će Pendulum ići na turneju za svoj novi album na Maj 2010. godine. Datum objavljivanja albuma je bilo najavljen za negde u Maju na predpremijernoj žurci u Matter-u, i bila je najavljena da će biti objavljena na 24. Maj. Pendulum je pokazao kako će njihov album Immersion da izgleda kod Ear Storm noći u Londonskom noćnom klubu Matter na petak 22. Januara. "Salt In The Wounds", traka sa njihovog novog albuma, je bila Zejn Louva najvrelija traka na svetu na BBC Radio 1 25. Januara 2010. godine. Na Zejn Louvom šou , je bilo najavljeno da je želeo da se pridruži bendu i da će se prvi singl u novom albumu zvati "Watercolour". Ovaj singl je takođe dobio svoje prvo sviranje na Zejn Louvom BBC Radio 1 šou na 8. Mart 2010. godine., i bio je na njegovom "Singl Nedelje" za tu nedelju.
"Watercolour" je uzeo 4. mesto na UK Singles Chart, čineći ga najvećim hitom do tada. Na 21. Maj 2010. godine. , bend je bio istaknut na Radio 1's Big Weekend festivalu koji je bio održan na imanju Vaynola, Bangora, Gwynedda. Drugi singl sa albuma pod nazivom "Witchcraft", je objavljen 18. Jula i bio je na 29. mestu na tabelama UK Singles Chart, čineći ga njihovim trećim najvećim singlom na tabeli od kako su došli u Veliku Britaniju. Treći singl iz albuma Immersion se zvao "The Island" koji je za malo je ušao u prvih 40 na tabeli u Velikoj Britaniji sa 41. mestom.
Rob Svare je izjavio da je "The Island" ostvario veći uspeh od "Witchcraft", da bi on objavnio pesmu pod imenom "Ransom", koja je bila izbačena iz Immersion-a pre objave albuma. Svare je otkrio da su originalni fajlovi za "Ransom" bili korumpirani, i da on nema planova da ih ponovo napravi, i da zbog toga neće biti objavljen. Međutim, na 6. April 2011, pendulum je objavio "Ransom" kao singl preko njihovog web sajta sa svim prinosom odlazeći u "Help for Japan" fondu nakon tsunamija. "Crush" je objavljen kao četvrti singl na Januar 2011. godine. U Januaru 2011. godine ,  je objavio de-luks izdanje albuma Immersion preko iTunes koji je sadržao 15 originalnih traka sa albuma a i kolekciju remiksa za pesme "Watercolour", "Witchcraft" i "The Island" od strane drugih umetnika kao što su deadmau5, Tiësto i Chuckie. I u Velikoj Britaniji kao i u Sjedinjenim Američkim Državama prodavničama za muziku su dati muzički videi za ove tri trake u izdanju.

### 2011-2014: Progresija, hiatus i moguć novi album
Na 26. Oktobar 2010. godine, Svare je najavio da rade na novoj ploči. Ova nova ploča je postavljenja da bude pod teškim uticajem panka. Sledeći album je bio očekivan da bude značajno odvajanje od korišćenja bubanj i bas tempa, za brži tempo u formi panka, kao sporiji tempo u obliku dabstepa.
Na 29. Mart 2011. godine,Svare je objavio da neće biti novog albuma za neko vreme. Takođe je dodao da će "definitvo biti novog materijala" kasnije u godini.
Pendulum je otvorio za Linkin Park na nekoliko izabranih datume tokom bendove Severno Američke ture "A Thousand Suns" tokom 2011. Takođe su istaknuli svoju turu podržavanu od strane Innerpartysystem.
U 2011 Rob Svare i kolega Garet Makgrilen objavili u različitim intervjuima da je projekat zvan Knife Party započeo. Ovaj sporedni projekat nije uopste vezan za Pendulum i sastoji se od elektro house, dabstep kao i drugi klub žanrovi. Knife Party je od tad postao duov glavni projekat.
Pendulum je 2011. godine svirao na Download Festival, , , , T in the Park i V Festival a i bio e istaknut na Global Gathering, eksluzivni Londonski šou kod South West Four i konačno je bio istaknut prve noći na festivalu kod The Isle of Wight.
 je bio istaknut na Rhythm & Vines 2011. godine u Gizbernu, Novi Zeland. Bend je uzeo pauzu sa obilazenja u 2012. da bi se usresredili na sporedne projekte.
 je bio jedan od istaknutih od sastava na glavnoj pozornici kod LovEvolution 2011 Dance Festival & Parade u Ouklandu, koji je imao više od 50 DJ-eva i 15 ili više splavova parade.
Na 3. Januar 2012. godine ,  je objavio da će ići na hiatus sa turneja dok su se zahvaljivali fanovima što su ih pratili poslednjih nekoliko godina. Oni su iskazali da če možda da naprave novu ploču u 2013. godini. Svare je iskazao da je Pendulum na hiatusu a da je Knife Party sad postao njegov glavni projekat.
Na 16. Jun 2012. godine, Rob Svare je najavio da neće biti daljih Pendulum šoua uživo i da nemaju planove za nove albume u 2013. godini. Iako neće biti šoua uživo koji će raditi u bliskoj budućnosti prema onome što je rekao bend, El Hornet i -{MC Verse}|- i dalje izvodi svoje DJ setove širom sveta.
Na 22. Avgust 2013. godine, posle serije tvitova, bilo je otkriveno da zajedno sa Knife Party albumom, moguć Pendulum album može takođe da bude objavljen u 2014. godini. El Hornet, koji radi DJ setove, potvdio je novi album na govoru kod 9:30 Club na Vašington DC i rekao je "nemojte nas požurivati". Međutim, mogućnost da će Pendulum ponovo da nastupa uživo se i dalje ne razmatra. Na 13. Jul 2014. godine, Svare je izjavio da će rad na novom albumu početi negde u Semptembru i da će možda biti objavljen početkom 2015.
Na 16. Decembar 2014. godine, Knife Party je uradio jedan AMA (Ask Me Anything) na Reditu gde su neki fanovi pitali duo o tome kako napreduje Pendulum-ov novi album. Rob Svare je izjavio da iako još nisu počeli da rade na njemu, da imaju još stari materijal iz prethodnih albuma koji mogu biti preurađeni i završeni u nešto novo, koje je međutim, potpuno drugačije od bilo čega na čemu je Pendulum radio do tad. Rob Svare je takođe izjavio da on lično nije želeo da napravi novi Pendulum album već da radi na nečemu novom sa Knife Party ili da napravi novi projekat sveukupno, jedan nad kojim može da ima "kontrolu", jer je on "izgubio srce za projekte", nemajući nikakvu želju da pravi bubanj i bas više i da ga meša sa rokom, takođe je kompletno izbacio bilo kakve ture uživo sa bendom i nije dao nikakve detalje za datume objavljivanja albuma.

### 2015- danas:deseta godišnjica, ponovni sjedinjenje i
Na 20. Juli 2015. godine, deseta godišnjica od objave Hold Your Colour, Rob Svare je otišao na Pendulum Tviter stranicu da proslavi, zahvaljujući fanovima za njohovu podršku i menjajući profilnu sliku na rođedansku tortu ispod Pendulum logoa u svom originalnom fontu. Na 26. Juli 2015. godine, Rob je je takođe odpremio dva videa na njegovu ličnu Tviter stranicu o starom Pendulum studio fajlovima koji su pušteni na njegov kompjuter.
Na 22. Avgust 2015. godine, Rob Svare i Garet Makgrilen su se pridružili El Hornetu i Ben Munu na bini na V Festival-u u Hajlandskom parku, Eseks za Pendulum Dj set. Ovo je označavalo prvo vreme da su se članovi nastupali pod imenom Pendulum u poslednje četiri godine. Rob je kasnije tvitovao nakon nastupa da je to iskustvo bilo "zabavno, ali i čudno".
Na 16. Decembar 2015. godine, bilo je najavljeno da će Pendulum ponovo okupiti kao bend da bi nastupali 2016. godine na Ultra Music Festival u Mijamiju, Floridi. Bend je zatvorio muzički festival kao druga polovima pridružene perfomanse sa Knife Party. Ovo je bio prva performansa uživo benda bez MC Ben Muna. Bend je izvodio nove verzije pesama uživo kao što su deadmau5-ov Ghosts 'n' Stuff, gde je sam deadmau5 izvodio uživo zajedno sa bendom i Knife Party-jev "Begin Again".
Na 16. Decembar 2016. godine, Pendulum je bio potvrđen da će izvoditi kao živa tačka na Nova Rock festivalu 2017. godine. Bend je takođe postavio sliku na njihovoj Fejsbuk stranici zadirkivajući ka mogućem povratku u 2017. godini.
Pendulum je takođe izvodio u njihovom rodnom gradu Pertu da bi svirali za novu godinu na destu godišnjicu od Origin NYE festivala.
Na 9. Januar 2017. godine., bilo je otkriveno putem njihovog JuTjuba kanala da će se Pendulum zvanično vratiti. Na 13. Januar, Pendulum je zvanično najavio na njihovom web sajtu da je moguća London turneja/album izdanje će se možda desiti negde za leto 2017. godine. U Martu 2017. godine, bend je dalje najavio nastupanja na Ultra Singapore, Nova Rock festivalu u Austriji VOLT Festival u Mađarskoj, kao i Ultra Korea u 2017. godini. Bend je takođe izvodio istaknut set na Nass festivalu 2017. godine. U Avgustu 2017. godine, bend je takođe nastupao na South West Four festivalu u Klapam Komonu, London.
Na 10. Avgust 2017. godine , Rob Svare je najavio da će praviti novi  album. Bend se takođe razvojio od izdavačke kuće (label) Warner Music UK, opredeleći se za sopstvenu izdavačku kuću, Earstorm da bi imali više kreativne kontrole.
Na 2. Semptembar Pendulum je bio istaknut na prvi dan Weekender festivala u Džerzeju, Channel Islands. Oni su završili svoju letnju turneju kod Ultra Japan na 18. Semptembar 2017. godine. Pendulum su imali zakazano sviranje na Snowbombing festivalu u 2018. godini, potvrđujući da će bend ponovo svirati uživo u 2018. godini.
Na 26. Februar 2018. godine, Pendulum je najavio remiks album, The Reworks, da bude objavljen u delovima počeći od 16 Mart pa do kraja Juna. Bend je takođe najavio da će objaviti kompletno pakovanje svih dela kao set. Grupa je takođe najavila nadolazeće datume za šou, predstavljajući prvi put da su bili istaknuti na nekom šou još od 2011. godine u Londoskom najnovijem elektroskom muzičkom mestu Printworks na 14. April. Svare je takođe potvrdio da će posle The Reworks biti nove muzike koja će doći. On nije specificirao da li će biti od Pendulum, Knife Party, ili od oba, mada je Svare nagovestio ka novom originalnom -{Pendulum}|- albumu, kako je on zadirkivao ka jednom još od Izdanja Knife Party-ovog debi albuma Abandon Ship.
Na 29. Januar 2019. godine, Rob Svare i Garet Makgrilen su izjavio da imaju "potencijalno nove stvari za Pendulum" na kojima bi radili pateći izdanje njihovog . Oni su naznačili da će snimanje sa preostalim -[Pendulum}- članovima, Kevinom i Perijem uskoro početi , govoreći da oni već imaju "puno stvari" spremnim. Oni su takođe diskutovali o njigovim prethodnim namerama da izdaju nove Pendulum pesme u 2018. godini, i objasnili su da su bili nevoljni da predstave novi materijal uživo.
U Martu 2019. godine,Pendulum je najavio svoje istaknuto pojavljivanje na predstojećem South West Four festivalu. Ovo izvođenje će biti njihova prva "Trinity" turneja sa datumima koji će biti najavljeni u Severnon Americi, Evropi i Australiji u 2019/20.

## Muzički stil
Kada je Pendulum bio formiran, njihov muzički stil koji je imao znatno više bubanj i bas zvučnosti nege njihova dela zbog kojih su kasnije postali poznati u svojoj karijeri. Obeležavajuće melodije kao što "Masochist", "Vault", "Back 2 You" i "Voyager", koji su bili objavljeni u proizvođačkim kućama kao što su Uprising Records, 31 Records, Renegade Hardware i Low Profile Records, su imali mračnije, više amelodičan vazduh oko njih koje je suštinski nedostajalo od njihovih kasnijih produkcija. Bendova novija dela su smatrana da generalno mnogo više skloni prema "mainstream", zvuk vođen plesom. Ranija dela kao što su "Another Planet" izgleda da nagoveštavaju ka ranomj sklonosti sa više globalnim zvukom, slično sa drugim Breakfast Kaos umetnicima kao što su DJ Freš i Adam F.
Grupa je proizvela različite remikse od drugih umetnika takođe; jedan od najviše poznatih bivaći remiks od "Voodoo People", originalno od strane -{The Prodigy}|-. U 2008-2010 oni su pokrivali/remiskivali pesme uključujući Led Zeppelin-ov "Immigrant Song", Linkin Park-ov "The Catalyst", Kalvin Harisov "-{I'm Not Alone}|-", Coldplay-ov "Violet Hill" i Metallica "Master of Puppets". Pendulum-ova verzija za "I'm Not Alone" i "Master of Puppets" su oba postojala kao studio snimanja ali nisu bili zvanično objavljeni, bili su samo prikazani tokom DJ setova. Originalne verzije uživo od "Master of Puppets"je bio odsviran kao instrumetacioni uvod za "Slam", i bio je istaknut na njihovom prvom live albumu/DVD-u. Tokom njihove turneje u Americi kao prateći bend za Linkin Park, pesma je odsvirana u svojoj potpunosti, sa Robom koji je radio vokale Pendulum je takođe radio remikse za svoje pesme i, na nekim prilikama, pesme za televizijske špice, kao što je za Australijsku televiziju "ABC News Theme" u Maju 2010. godine. Remiks se pokazao da je bio mnogo popularan sa slušaocima Australijske omladine radio stanice Triple J, dobijajući 11. mesto u 2010 Triple J Hottest 100 putem glasanja.
Pendulum-ov muzički stil se sastojao od spoja bubanj i basa (zajedno sa ostalim elektronskim žanrovima), alternativnog roka i hevi metala, sa ubrajanjem akustičnih instrumenata. Ovo je pravilo zvuk koji je podsećao na elektronski rok., iako sa mnogo više istaknutim bubanj i bas stilom, još nedavno, sa uticajem dubstepa, Neke pesme, kao što su "", "Propane Nightmares" i "Witchcraft" su vođene sintesajzerom, dok su druge, kao što su "", "The Tempest" i "Comprachicos" vođeni gitarom. Basista Garet Makgrilen je izjavio na intervju na Channel 4 da su koristili 13 kompjutera na izvođenju uživo, svi od kojih su miksovali zvukove koji su proizveli instrumenti u realnom vremenu. Rob Svare je izjavio u izdanjima TJECK magazina i Rock Sound magazina da bi on želeo da počne da proizvode pesme sa pank stilom na njima, koje je Garet razjasnio da znači "žestok, agresivan, manje obrađen metod proizvodnje". Pendulum je bio poznat po tome da je bio fan bendova progresivnog roka i progresivnog metala, koji su ih možda inpirisali da mešaju više žanrova muzike zajedno, što je standardan običaj za te žanrove.

## Kontroverze
U 2006. godini Pendulum-ova stara proizvođačka kuća Breakfast Kaos je izbacio novi album koji je sadržao 2 godine star Pendulum DJ miks bez njihove dozvole, čemu je rezultiralo da je član grupe Rob Svare kasnije otkazao album na javnom internet forumu Dogs On Acid. Ovaj problem je od tad bio rešen; DJ Freš je bio uključen na lstu priznanja u -{Immersion}|- brošuri, i Pendulum je ponovo počeo da radi sa Breakfast Kaos-om, na gramofonskoj ploči izdanja singlova "Witchcraft" i "The Island".
Elektronski muzičar Goldi je kritikovao Pendulum-ov singl "Granite" zbog toga što je bio ono što on zove " sranje singl", i optužio je bend za ne priznavanje bubanj i bas svene iz koje su došli. Za bendov deo, u intervju sa The Times Svare je citirao " Goldi pravi koncertske albume o svemiru i svojoj mami" (po rečima The Times novinara) kao jedan od razloga zašto nisu bili inicijalno skloni ka svom žanru, on tvrdi da je više bio za "breakbeat, pravo ka house i hardcore" pre nego je Garet Makgrilen ko je basista za Pendulum i bio Svarov kolega iz benda u Xygenu, uveo ka "više elektronskim" delom žanra. Ovaj problem je bio rešen po Garetu u intervju na The Age.

## Članovi
- Rob Svare- vokali, sintesajzer, gitara, klavijature, bas gitara, produkcija (2002-sadašnjost)
- Garet Makgrilen- bas gitara, podržavajući vokali, produkcija (2002-sadažnost)
- Peredur ap Gvined- gitara (2006-sadažnost)
- KJ Savka- bubnjevi (2009-sadažnost)

- Pol Harding - DJ (2002-sadažžnost)

Bivši članovi
- Pol Kodiš - bubnjevi (2006—2009)
- Ben Mun - MC (2008—2018)

Muzičari sa turneja
- Met Vajt - gitara (2006—2008)
- MC Džejks - MC (2006—2008)

## Diskografija
Studio albumi
- (2005)
- (2008)
- (2010)

Albumi uživo
- (2009)

Remiks albumi
Singlovi
Istaknuti singlovi

## Spoljašnje veze
- Zvanični veb sajt

- Pendulum diskografija na Diskogs

- Pendulum на веб-сајту